# Buzon
Buzon é uma comuna francesa na região administrativa de Occitânia, no departamento dos Altos Pirenéus. Estende-se por uma área de 4,4 km², Em 2010 a comuna tinha 81 habitantes (densidade: 18,4 hab./km²)..